# 高级微控制器总线架构
高级微控制器总线架构（英語：Advanced Microcontroller Bus Architecture, AMBA）是用于ARM架構下系统芯片（SoC）设计中的一种总线架构，由安謀國際科技于1996年开发。它在超大规模集成电路设计中有着重要的作用。随着该架构的发展，它的应用逐渐超出了微控制器的范畴，如今在特殊應用積體電路（ASIC）以及系统芯片设计项目中也得到广泛应用，这些集成电路产品是现代移动设备（如智能手机）的重要组成部分。